# Ressaut Hillary

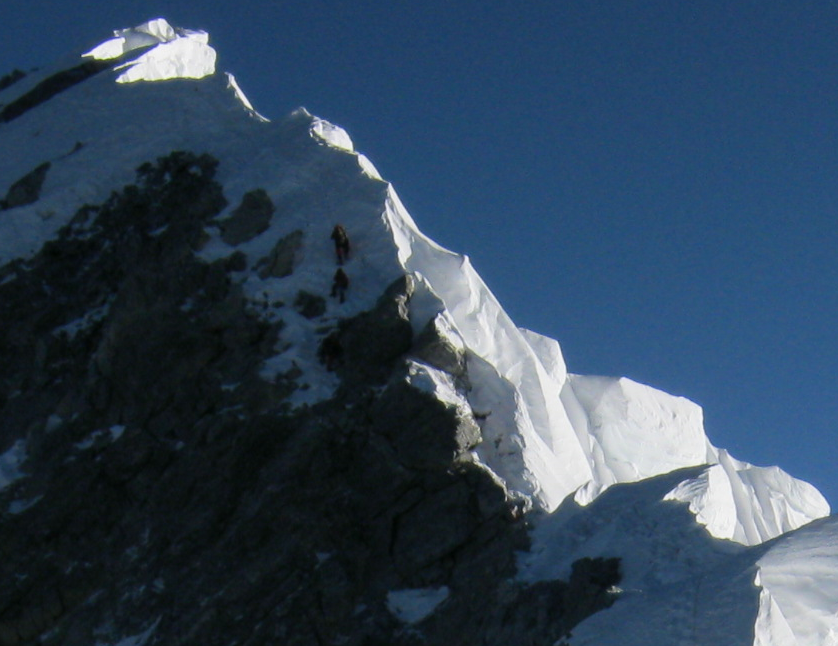
Le ressaut Hillary sur l'arête Sud menant au sommet. Deux grimpeurs sont sur le ressaut Hillary.

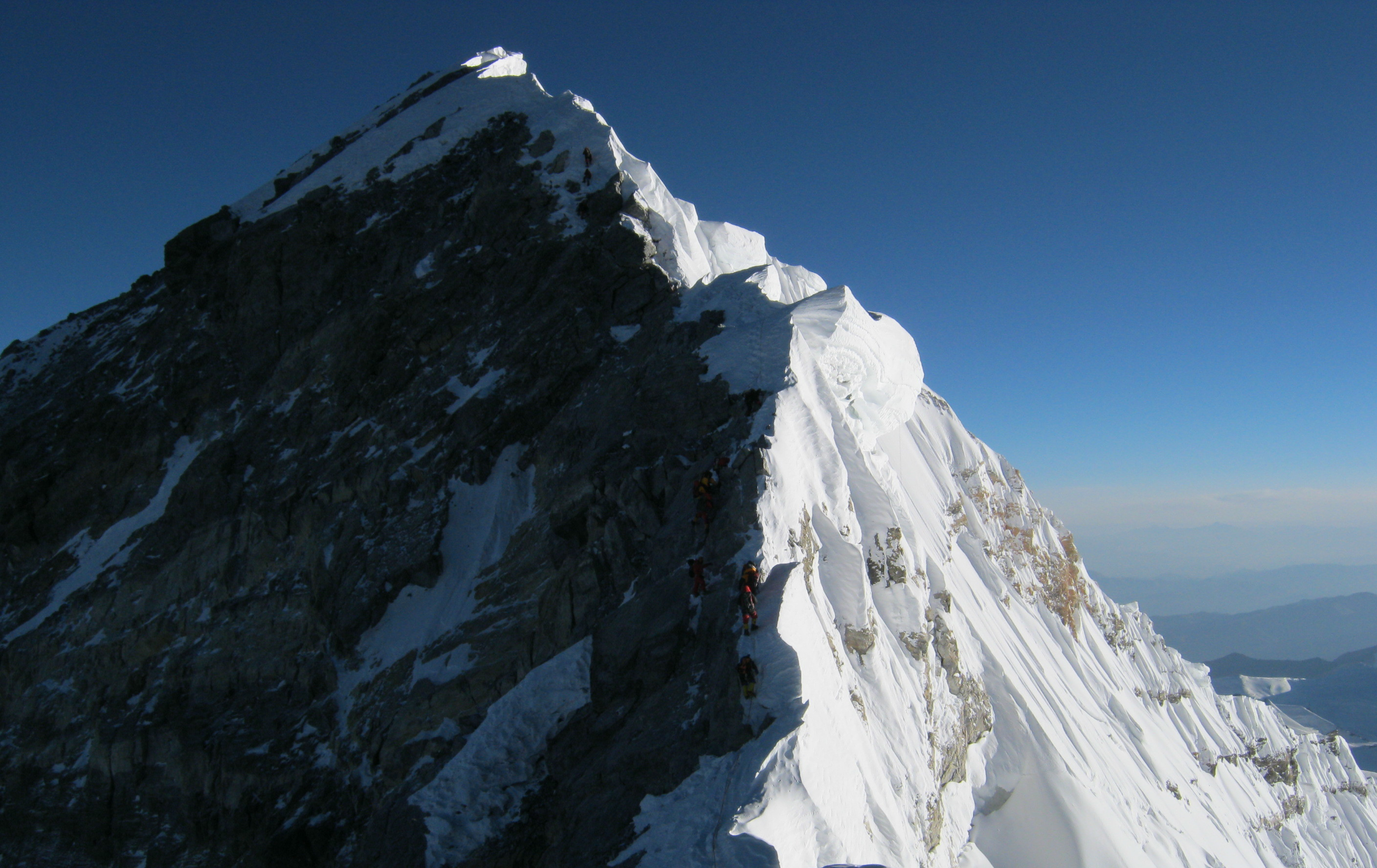
Une vue plus large de l'image précédente, le long de la ligne de l'arête Sud.

Le ressaut Hillary (en anglais : Hillary Step) est une paroi rocheuse presque verticale d'une hauteur d'environ 12 m située à 8 790 m, soit 90 m sous le sommet de l'Everest. Deuxième des trois ressauts de l'arête Sud-Est, entre le sommet Sud et le sommet principal, il représente la dernière grosse difficulté pour les alpinistes empruntant la voie Sud-Est. C'est Edmund Hillary qui l'a franchi en premier lors de son ascension de 1953 en compagnie de Tensing Norgay. 
Le ressaut est réputé être la partie la plus difficile techniquement de l'ascension depuis le versant népalais. Certaines saisons, après de fortes chutes de neige, la paroi rocheuse pouvait être contournée par de l'escalade sur la neige / glace. Le danger une fois sur le ressaut Hillary était de faire une chute sur la droite (3 000 m) ou sur la gauche (2 400 m),. C'est à proximité du ressaut Hillary qu'Anatoli Boukreev trouve un corps au bout d'une corde, durant la tragédie de l'Everest en 1996, comme il le raconte dans son livre The Climb. Une expédition note que l'ascension du ressaut Hillary, bien que « ardue », était protégée des éléments. L'ascension sans assistance du ressaut Hillary a été noté classe 4 sur le Yosemite Decimal System, mais à près de 8 800 m d'altitude.
Le ressaut Hillary est considéré comme avoir été partiellement détruit lors du fort séisme qui a touché la région de l'Everest en 2015.